# Karpholith
Karpholith ist ein selten vorkommendes Mineral aus der Mineralklasse der „Silikate und Germanate“ mit der idealisierten chemischen Zusammensetzung Mn2+Al2[(OH)4|Si2O6] und damit chemisch gesehen ein Mangan-Aluminium-Silikat mit zusätzlichen Hydroxidionen. Der Kristallstruktur nach gehört Karpholith zu den Ketten- und Bandsilikaten (Inosilikaten).
Karpholith kristallisiert im orthorhombischen Kristallsystem entwickelt feinnadelige bis prismatische Kristalle, die meist in büscheligen bis radialstrahligen Mineral-Aggregaten angeordnet sind, was auch die Ursache für den seidenähnlichen Glanz des Minerals ist. Die Kristalle selbst sind durchscheinend und von strohgelber Farbe, die gelegentlich ins Wachsgelbe bis Bräunlichgelbe übergeht. Aufgrund der Aggregatbildung erscheint das Mineral allerdings undurchsichtig.
Mit dem Eisen-Analogon Ferrokarpholith (Fe2+Al2[(OH)4|Si2O6]) bildet Karpholith eine lückenlose Mischkristallreihe.

## Etymologie und Geschichte
Erstmals entdeckt wurde Karpholith bei Horní Slavkov (deutsch Schlaggenwald) in der tschechischen Region Karlovarský kraj (Karlsbad, Böhmen) und beschrieben 1817 durch Abraham Gottlob Werner. Er benannte das Mineral aufgrund seiner charakteristischen Farbe und seiner büscheligen Aggregatform nach den altgriechischen Worten χαρφος karphos für Stroh und λίθος lithos für Stein, daher auch das deutsche Synonym Strohstein.
Da der Karpholith bereits lange vor der Gründung der International Mineralogical Association (IMA) bekannt und als eigenständige Mineralart anerkannt war, wurde dies von ihrer Commission on New Minerals, Nomenclature and Classification (CNMNC) übernommen und bezeichnet den Karpholith als sogenanntes „grandfathered“ (G) Mineral. Die seit 2021 ebenfalls von der IMA/CNMNC anerkannte Kurzbezeichnung (auch Mineral-Symbol) von Karpholith lautet „Car“.
Das Typmaterial des Minerals wird in der Mineralogischen Sammlung der Technischen Universität der Bergakademie Freiberg (TU-BA) unter den Katalognummern 103027 bis 103038 aufbewahrt.

## Klassifikation
In der veralteten 8. Auflage der Mineralsystematik nach Strunz gehörte der Karpholith zur Mineralklasse der „Silikate“ und dort zur Abteilung „Kettensilikate und Bandsilikate (Inosilikate)“, wo er gemeinsam mit Ferrokarpholith und Lorenzenit sowie im Anhang mit Joesmithit in der „Karpholith-Ramsayit-Gruppe“ mit der Systemnummer VIII/D.03 steht.
In der zuletzt 2018 überarbeiteten Lapis-Systematik nach Stefan Weiß, die formal auf der alten Systematik von Karl Hugo Strunz in der 8. Auflage basiert, erhielt das Mineral die System- und Mineralnummer VIII/F.03-030. Dies entspricht ebenfalls der Abteilung „Ketten- und Bandsilikate“, wo Karpholith zusammen mit Balipholit, Capranicait, Eliseevit, Ferrokarpholith, Kaliumkarpholith, Kukisvumit, Lintisit, Lorenzenit, Magnesiokarpholith, Manganokukisvumit, Paravinogradovit, Punkaruaivit, Vanadiokarpholith, Vinogradovit und Yegorovit eine unbenannte Gruppe mit der Systemnummer VIII/F.03 bildet.
Die von der International Mineralogical Association (IMA) zuletzt 2009 aktualisierte 9. Auflage der Strunz’schen Mineralsystematik ordnet den Karpholith in die erweiterte Klasse der „Silikate und Germanate“, dort aber ebenfalls in die Abteilung „Ketten- und Bandsilikate (Inosilikate)“ ein. Diese ist allerdings weiter unterteilt nach der Struktur der Silikatketten. Das Mineral ist hier entsprechend seinem Aufbau in der Unterabteilung „Ketten- und Bandsilikate mit 2-periodischen Einfachketten Si2O6; mit zusätzlich O, OH, H2O; Pyroxen-verwandte Minerale“ zu finden ist, wo es zusammen mit Balipholit, Ferrokarpholith, Magnesiokarpholith, Kaliumkarpholith und Vanadiokarpholith die „Karpholithgruppe“ mit der Systemnummer 9.DB.05 bildet.
In der vorwiegend im englischen Sprachraum gebräuchlichen Systematik der Minerale nach Dana hat Karpholith die System- und Mineralnummer 65.01.05.01. Auch dies entspricht der Klasse der „Silikate“ und dort der Abteilung „Kettensilikatminerale“. Hier findet er sich innerhalb der Unterabteilung „Kettensilikate: Einfache unverzweigte Ketten, W=1 mit Ketten P=2“ in der „Karpholithgruppe“, in der auch Ferrokarpholith, Magnesiokarpholith, Balipholit, Kaliumkarpholith und Vanadiokarpholith eingeordnet sind.

## Kristallstruktur
Karpholith kristallisiert orthorhombisch in der Raumgruppe Ccce (Raumgruppen-Nr. 68) mit den Gitterparametern a = 13,72 Å; b = 20,22 Å und c = 5,13 Å sowie 8 Formeleinheiten pro Elementarzelle.

## Eigenschaften
Vor dem Lötrohr bläht sich Karpholith auf, wenn die Flamme an die Enden der Fasern gehalten wird. Zudem ist das Mineral sehr spröde und zerspringt leicht mit splitterigem Bruch.
Karpholith ist auch in konzentrierter und erhitzter Salzsäure unlöslich.

## Bildung und Fundorte

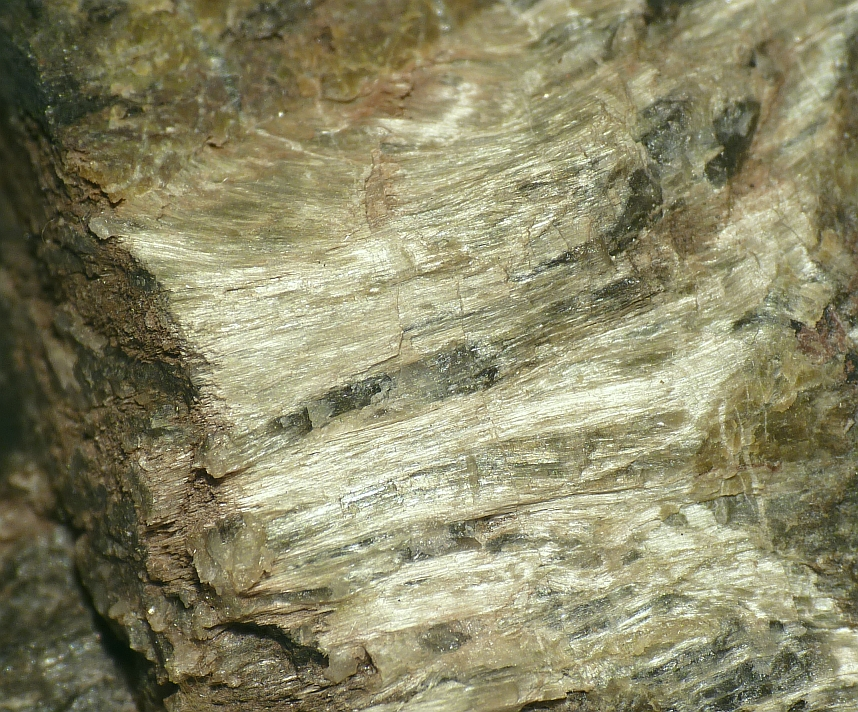
Faseriger, seidig glänzender Karpholith aus Biesenrode, Sachsen-Anhalt, Deutschland (Sichtfeld 3 cm)

Karpholith bildet sich in Drusenräumen von Greisen sowie in Quarzknauern (bergmännisch für „festes, schwer zu gewinnendes Gestein“) von metamorphisierten Schiefern. Als Begleitminerale können unter anderem Chloritoid, Fluorit, manganhaltiger Granat, Kassiterit, Sudoit und Zinnwaldit auftreten.
Als seltene Mineralbildung konnte Karpholith nur an wenigen Orten nachgewiesen werden, wobei weltweit bisher knapp 30 Vorkommen dokumentiert sind (Stand 2014). Außer an seiner Typlokalität Horní Slavkov (Schlaggenwald) trat das Mineral in Tschechien nur noch im nahe gelegenen Schacht „Huber“ bei Krásno nad Teplou (deutsch Schönfeld) auf.
In Deutschland kennt man Karpholith bisher nur aus dem Sengelbachtal bei Biesenrode und aus Wippra (Sangerhausen) in Sachsen-Anhalt. Der bisher einzige bekannte Fundort in der Schweiz ist die Tea Alp nahe Martina GR im Kanton Graubünden.
Weitere Fundorte liegen unter anderem in Belgien, Brasilien, China, Frankreich, Griechenland, Italien, Japan, Kasachstan, Polen, Rumänien, Spanien, der Türkei, im Vereinigten Königreich (England) und den Vereinigten Staaten von Amerika (Idaho).